# 676
676（六百七十六、ろっぴゃくななじゅうろく）は自然数、また整数において、675の次で677の前の数である。

## 性質
- 676 は合成数であり、約数は 1, 2, 4, 13, 26, 52, 169, 338, 676 である。
  - 約数の和は1281。
    - 約数の和が奇数になる44番目の数である。1つ前は648、次は722。

  - 約数を9個もつ8番目の数であり3桁最大数である。1つ前は484、次は1089。
- 676 = 262
  - 26番目の平方数である。1つ前は625、次は729。
  - n = 2 のときの 26n の値とみたとき1つ前は26、次は17576。
  - 676 = (2 × 13)2
    - n = 13 のときの (2n)2 の値とみたとき1つ前は576、次は784。(オンライン整数列大辞典の数列 A016742)

  - 676 = 22 × 132
    - 2つの異なる素因数の積で p2 × q2 の形で表せる7番目の数である。1つ前は484、次は1089。(オンライン整数列大辞典の数列 A085986)

  - 676 = 1 × 2 × 13 × 26
    - 26 の約数の積で表せる数である。1つ前は125、次は729。(オンライン整数列大辞典の数列 A007955)
- 77番目の回文数である。1つ前は666、次は686。
  - 6番目の回文平方数である。1つ前は484、次は10201。(オンライン整数列大辞典の数列 A002779)
    - 平方根が回文数でない回文平方数のうち、最も小さい数である。次は69696 (2642) 。(オンライン整数列大辞典の数列 A059745)
- 連続する多冪数のうち大きいほうの数である。つまり676自身が多冪数であり、1つ前の675も多冪数である。1つ前は289、次は9801。(オンライン整数列大辞典の数列 A078326)
- 各位の和(数字和)が19になる19番目の数である。1つ前は667、次は685。
  - 各位の和(数字和)が n になる n 番目の数である。1つ前は567、次は785。
- 各位の平方和が平方数になる60番目の数である。1つ前は667、次は680。(オンライン整数列大辞典の数列 A175396)
62 + 72 + 62 = 121 = 112
- 676 = 102 + 242
  - 異なる2つの平方数の和で表せる201番目の数である。1つ前は674、次は677。(オンライン整数列大辞典の数列 A004431)
  - 262 = 102 + 242
    - 平方数が異なる2つの平方数の和で表せる8番目の数である。1つ前は625、次は841。(オンライン整数列大辞典の数列 A134422)
      - ここに現れる 10，24，26 はピタゴラス数である。
- 676 = 62 + 82 + 242
  - 3つの平方数の和1通りで表せる116番目の数である。1つ前は672、次は688。(オンライン整数列大辞典の数列 A025321)
  - 異なる3つの平方数の和1通りで表せる144番目の数である。1つ前は672、次は684。(オンライン整数列大辞典の数列 A025339)

## その他676に関連すること
- 676年